# Marcon, Veneto
Marcon är en ort och kommun i storstadsregionen Venedig, innan 2015 provinsen Venedig, i regionen Veneto i Italien. Kommunen hade 17 513 invånare (2018).